# Inopeplus assistans
Inopeplus assistans es una especie de coleóptero de la familia Salpingidae.

## Distribución geográfica
Habita en Santa Lucía.